# Girolamo Cantelli
Pour les articles homonymes, voir Cantelli.
Girolamo Cantelli (né le 22 juin 1815 à Parme et mort le 7 décembre 1884  dans la même ville) est un homme politique italien.

## Biographie
Girolamo Cantelli a été député durant la VIIe législature du royaume de Sardaigne.
Il a été député du royaume d'Italie durant la VIIIe législature.